# پورتسوی
پورتسوی (به انگلیسی: Portsoy) یک روستا در بریتانیا است که در آبردین‌شایر واقع شده‌است.